# Pabellón Lucas Nogueira Garcez

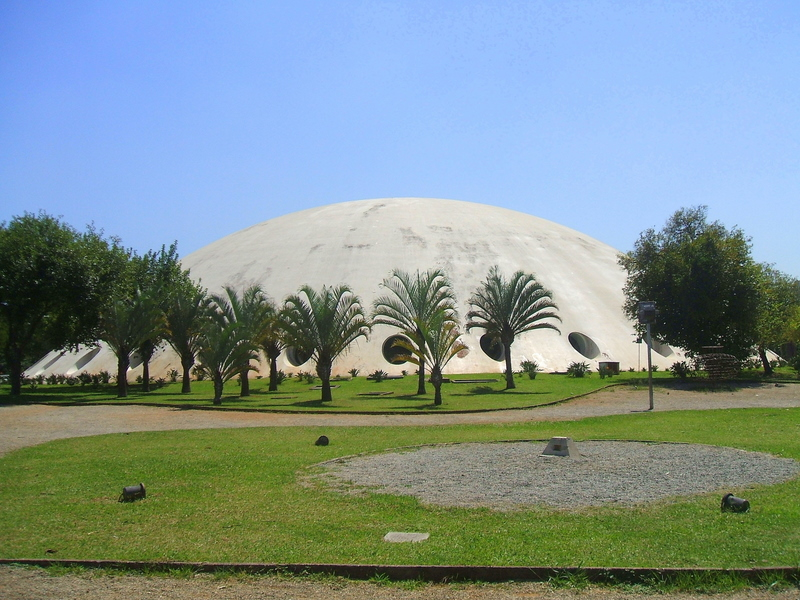
Fachada del Pabellón Lucas Nogueira Garcez, en el Parque do Ibirapuera.

El Pabellón Lucas Nogueira Garcez (en portugués Pavilhão Lucas Nogueira Garcez), popularmente conocido como Oca es un pabellón de exposiciones localizado en el Parque do Ibirapuera, en la ciudad de São Paulo, Brasil.
Fue proyectado por Oscar Niemeyer para componer el conjunto arquitectónico original del Parque do Ibirapuera y albergó en el pasado al Museo de Aeronáutica de São Paulo y al Museo del Folclore. Más recientemente, el edificio ha sido utilizado para albergar grandes exposiciones.

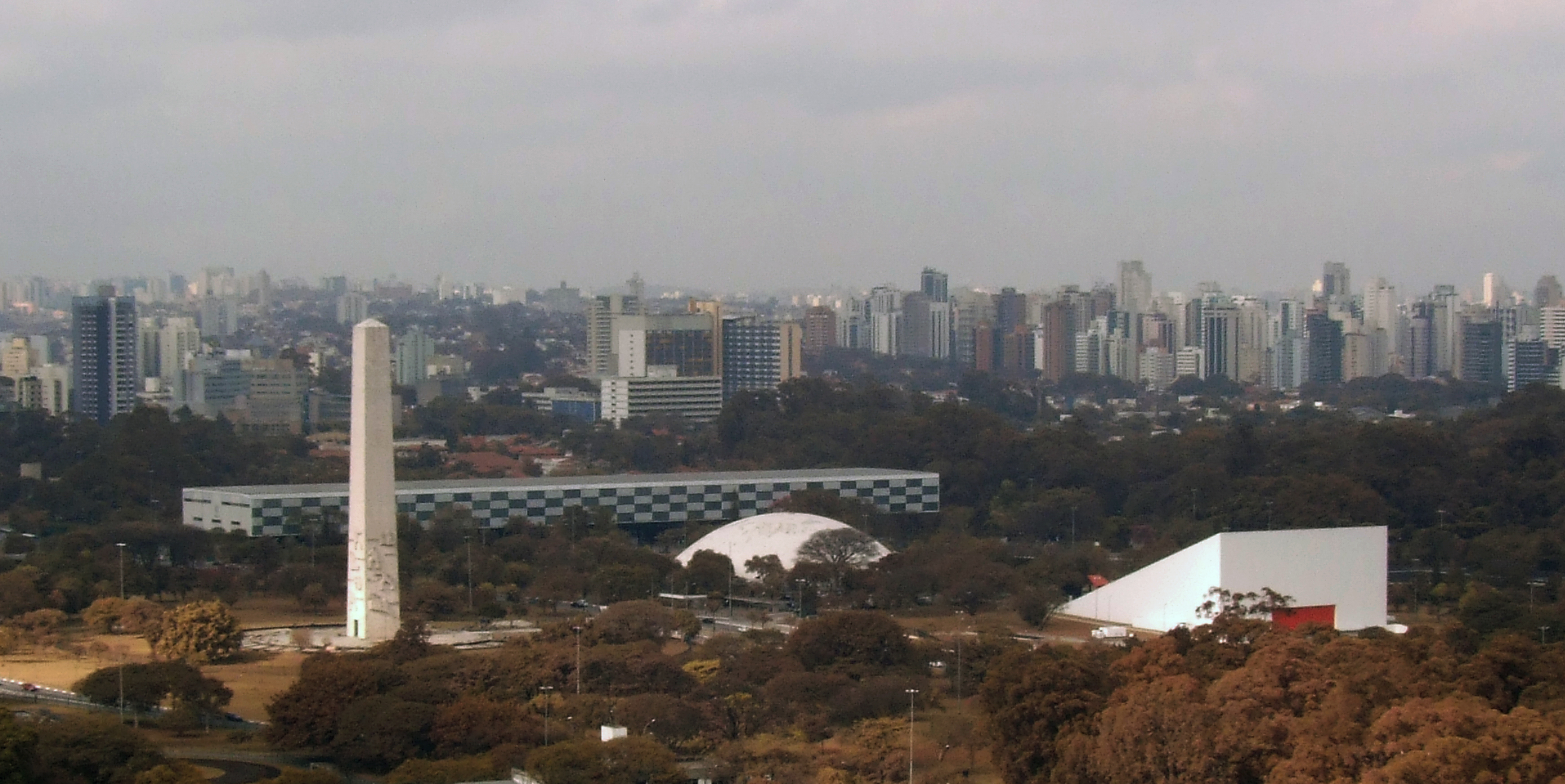
Oscar Niemeyer, Auditório, Oca, Bienal

## Arquitecto
- Oscar Niemeyer

## Ubicación
- Parque do Ibirapuera

- Datos: Q2892941
- Multimedia: Oca (Parque do Ibirapuera) / Q2892941